# The Boss of the Blues
The Boss of the Blues Sings Kansas City Jazz — концертний альбом американського блюзового співака Джо Тернера, випущений у 1956 році лейблом Atlantic.

## Опис
У період, коли записи Біг Джо Тернера часто ставали популярними серед шанувальників рок-н-ролу (особливо «Shake, Rattle and Roll»), він зрідка записував джазові сесії, що орієнтовані на блюз. На цьому альбомі Тернер востаннє грає з ветераном стилю бугу-вугі піаністом Пітом Джонсоном, а також з провідними свінговими музикантами: трубачем Джо Ньюменом, тромбоністом Лоуренсом Брауном, альт-саксофоністом Пітом Брауном, тенор-саксофоністом Френком Вессом, гітаристом Фредді Гріном, басистом Волтером Пейджом і ударником Кліффом Ліменом. Через те, що більшість музикантів грали в гурті Каунта Бейсі, на цій сесії звучання нагадує комбо Бейсі. Тут Тернер знаходиться у чудовій формі і виконує свої старі хіти (включаючи «Cherry Red», «Roll 'Em Pete» і «Wee Baby Blues»), декілька народних блюзів, і пару свінгових стандартів.
Записаний 6 і 7 березня 1956 року в Карнегі-холі, Нью-Йорк. 

## Список композицій
1. «Cherry Red» (Джо Тернер, Піт Джонсон) — 3:21
2. «Roll 'Em Pete» (Піт Джонсон) — 3:41
3. «I Want a Little Girl» (Мюррей Менчер, Біллі Молл) — 4:16
4. «Low Down Dog» (Джо Тернер) — 3:38
5. «Wee Baby Blues» (Джо Тернер, Піт Джонсон) — 2:51
6. «You're Driving Me Crazy» (Волтер Дональдсон) — 4:10
7. «How Long Blues» (народна) — 5:43
8. «Morning Glories» (народна) — 3:39
9. «St. Louis Blues» (В. К. Генді) — 4:17
10. «Piney Brown Blues» (Джо Тернер, Піт Джонсон) — 4:49

## Учасники запису
- Джо Тернер — вокал
- Піт Браун — альт-саксофон
- Френк Весс (1, 2, 4, 7, 8, 10), Селдон Пауелл (3, 5, 6, 9) — тенор-саксофон
- Джиммі Ноттінгем (3, 5, 6, 9), Джо Ньюмен (1, 2, 4, 7, 8, 10) — труба
- Лоуренс Браун — тромбон
- Фредді Грін — гітара
- Піт Джонсон — фортепіано
- Волтер Пейдж — контрабас
- Кліфф Лімен — ударні
- Ерні Вілкінс — аранжування

Технічний персонал
- Несухі Ертегюн, Джеррі Векслер — продюсер
- Лен Френк — інженер
- Вітні Боллієтт — текст
- Марвін Ізраел — обкладинка